# Aramis Naglić
Aramis Naglić, (ur. 28 sierpnia 1965 w Rijece) – chorwacki koszykarz, srebrny medalista Igrzysk Olimpijskich 1992 w Barcelonie. W swojej karierze występował w zespołach Jugoplastika Split, KK Zadar, KK Cibona i KK Slovakofarma.

## Osiągnięcia
- MVP Pucharu Chorwacji (1993)